# Cocoon (chanson d'Anna Tsuchiya)
Pour les articles homonymes, voir Cocoon.
Singles de Anna Tsuchiya
Bubble Trip / Sweet Sweet Song
(2007) Crazy World
(2008)
Cocoon est le 7e single de Anna Tsuchiya sorti sous le label Mad Pray Records le 30 janvier 2008 au Japon. Il atteint la 19e place du classement de l'Oricon, et reste classé pendant 4 semaines, pour un total de 7 088 exemplaires vendus.
Cocoon a été utilisé comme campagne publicitaire pour NTT DoCoMo. Cocoon et U se trouvent sur l'album Nudy Show! et sur l'album remix Nudy xxxremixxxxxxx!!!!!!!! Show!.

## Liste des titres
Toutes les paroles sont écrites par Anna Tsuchiya.
| 1. | Cocoon | Andreas Ahlenius, Murayama Shinichirou | 3:49 |
| 2. | U      | Denda Mao                              | 3:11 |
| 3. | Guys   | Ayumi Miyazaki                         | 4:18 |

| 1. | Cocoon |  |